# Taeniolella subsessilis
Taeniolella subsessilis är en lavart som först beskrevs av Ellis & Everh., och fick sitt nu gällande namn av S. Hughes 1958. Taeniolella subsessilis ingår i släktet Taeniolella och familjen Mytilinidiaceae.   Inga underarter finns listade i Catalogue of Life.